# Hanna Leks
Hanna Bryła (z domu Leks) (ur. 16 kwietnia 1989 w Mikołowie) – polska szachistka, mistrzyni międzynarodowa od 2009 roku.

## Kariera szachowa
Hanna Bryła pochodzi z Orzesza, gdzie stawiała swe pierwsze kroki w szachach. Od najmłodszych lat należała do ścisłej krajowej czołówki juniorek w różnych kategoriach wiekowych, siedmiokrotnie zdobywając medale mistrzostw Polski w szachach klasycznych: 5 złotych (Kołobrzeg 2001 – do 12 lat, Brody 2003 – do 14 lat, Łeba 2005 – do 16 lat, Łeba 2006 – do 18 lat, Łeba 2007 – do 18 lat) oraz 2 brązowe (Żagań 2002 – do 14 lat, Środa Wielkopolska 2006 – do 20 lat). Była również czterokrotną medalistką drużynowych mistrzostw Polski juniorów (2003 – złotą, 2004 i 2006 – srebrną oraz 2007 – brązową), w barwach klubu MKS "Polonia Trade Trans" Warszawa.
Wielokrotnie reprezentowała Polskę na mistrzostwach świata i Europy juniorek, największy sukces odnosząc w 2007 r. w Szybeniku, gdzie zdobyła tytuł wicemistrzyni Europy do 18 lat.
Normy na tytuł mistrzyni międzynarodowej wypełniła w Belfort (2005, mistrzostwa świata juniorek do 16 lat), Szybeniku (2007, mistrzostwa Europy do 18 lat) oraz w Barberà del Vallès (2008, turniej XXXI Open Int. Barbera del Valles 2008 Grupo A). Do innych jej indywidualnych sukcesów należą m.in. dz. IV m. w Pradze (2006, wspólnie z m.in. Dasem Neelotpalem i Eduardem Meduną) oraz dz. III m. w Avilés (2007).
Najwyższy ranking w dotychczasowej karierze osiągnęła 1 lipca 2006 r., z wynikiem 2253 punktów zajmowała wówczas 15. miejsce wśród polskich szachistek. Obecnie prowadzi własną działalność gospodarczą, szkoląc dzieci i młodzież. Jest m.in. trenerką w sekcji szachowej Miejskiego Domu Kultury w Łaziskach Górnych.